# Jüdischer Schatz von Erfurt
Der Jüdische Schatz von Erfurt aus dem Jahr 1349, der 1998 durch Zufall in der thüringischen Landeshauptstadt entdeckt wurde, gilt vom Umfang und Erhaltungszustand her als weltweit einzigartig. Es handelt sich um während einer Pestepidemie versteckten Wertsachen. Im September 2023 wurden die Alte Synagoge (älteste noch vollständig erhaltene in Europa) und die Mikwe als Teil der Stätte Jüdisch-Mittelalterliches Erbe in Erfurt in die Liste des UNESCO-Welterbes aufgenommen.

## Fundgeschichte und Herkunft
1998 fanden in der Erfurter Altstadt archäologische Bodenuntersuchungen statt. Da unter dem Neubaukomplex auf dem Grundstück Michaelisstraße 43/44 – in unmittelbarer Nachbarschaft zur Alten Synagoge – ein altes Kellergemäuer, genutzt als Abstellplatz für Fahrräder, erhalten bleiben sollte, waren dort keine Grabungen vorgesehen. Durch Zufall stießen die Bauarbeiter allerdings auf eine unter dem Mauerwerk klemmende Silberschale. In der Annahme, es handle sich um ein Stück Zinn, legten sie den Fund in ihren Bauwagen. Erst einige Zeit später wurde nach genaueren Untersuchungen die Bedeutung der Schale deutlich und Archäologen begannen, den Schatz zu bergen, der unter der Mauer des Kellerzugangs vergraben war.
Nachforschungen ergaben als ehemaligen Besitzer den wohlhabenden jüdischen Bankkaufmann Kalman von Wiehe, der seine Wertsachen während der Judenverfolgung in der Zeit der Pestepidemie im Jahr 1349 offenbar aus Angst vor Raub und Plünderung versteckte. Die gewalttätige Verfolgung am 21. März in Erfurt überlebte er wie alle anderen Erfurter Juden nicht.

## Fundstücke
Der Schatz weist ein Gesamtgewicht von 28 Kilogramm auf. Er setzt sich zusammen aus 3141 Silbermünzen, 14 Silberbarren unterschiedlicher Größe, einem Silbergeschirrensemble – bestehend aus einem Satz von acht Bechern, einer Kanne und einer Trinkschale – sowie über 700, teilweise mit Edelsteinen besetzten Einzelstücken gotischer Gold- und Silberschmiedekunst. Bei letzteren besonders hervorzuheben sind acht in einem sogenannten „Doppelkopf“ (eigentlich Doppel-Topf) versteckte Broschen verschiedener Größe und Form mit zum Teil üppigem Steinbesatz sowie sieben Ringe aus Gold und Silber. Den zahlenmäßig größten Anteil machen aber Gürtelteile und Gewandbesätze aus.
Bei den Silbermünzen handelte es sich ausschließlich um Turnosen, eine der ersten überregional in Europa im Mittelalter verbreiteten Münzen. Genauer handelte es sich um Turnosen der französischen Könige oder deren Nachahmungen. Sie stammen aus der Regierungszeit von Ludwig IX., Philipp III., IV. und V.
Prunkstück des Schatzes ist der äußerst filigran und kunstvoll gearbeitete Hochzeitsring, in den in hebräischer Sprache die Worte Masel tov (de.: Viel Glück) eingraviert sind.

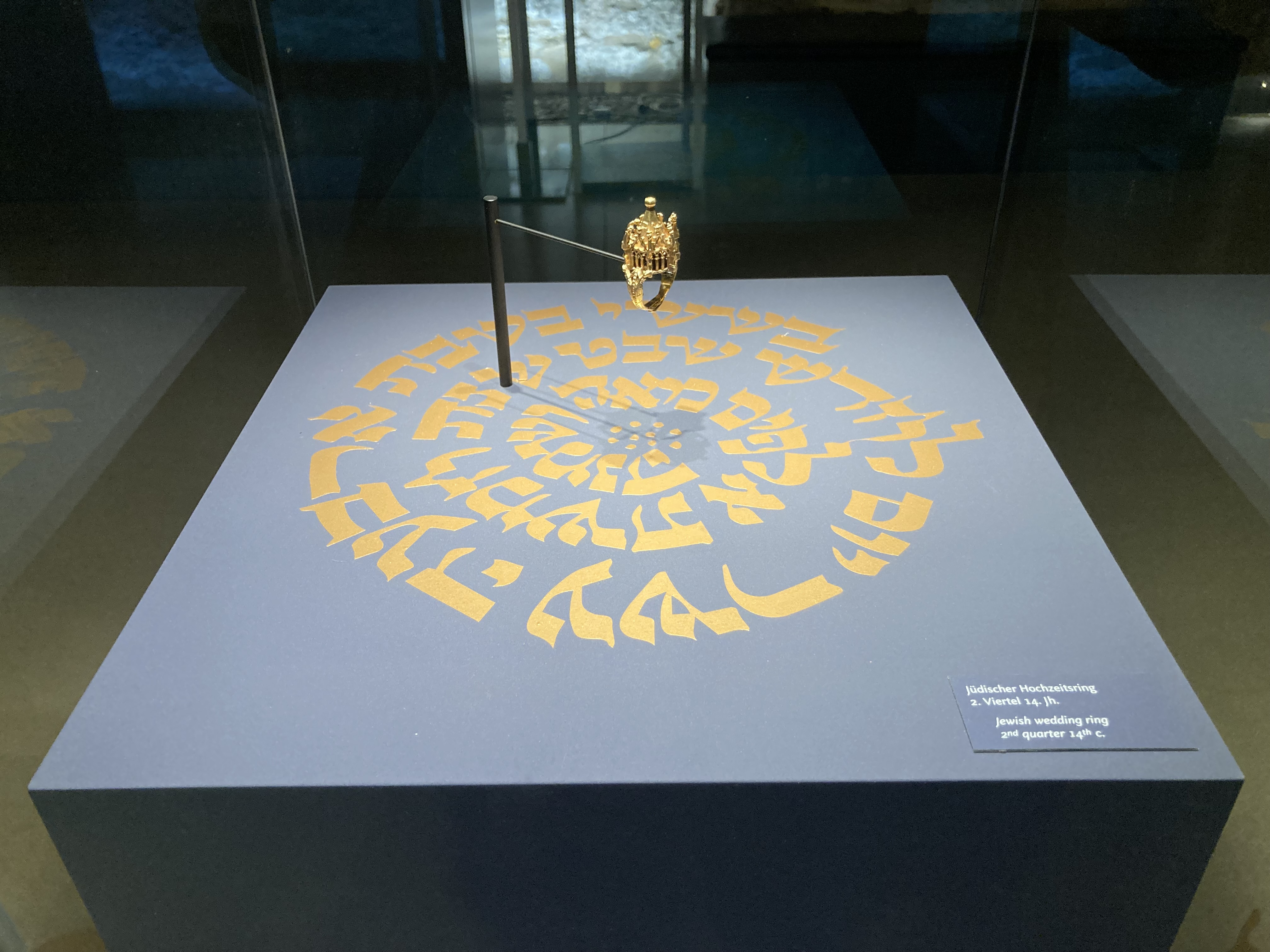
Jüdischer Hochzeitsring
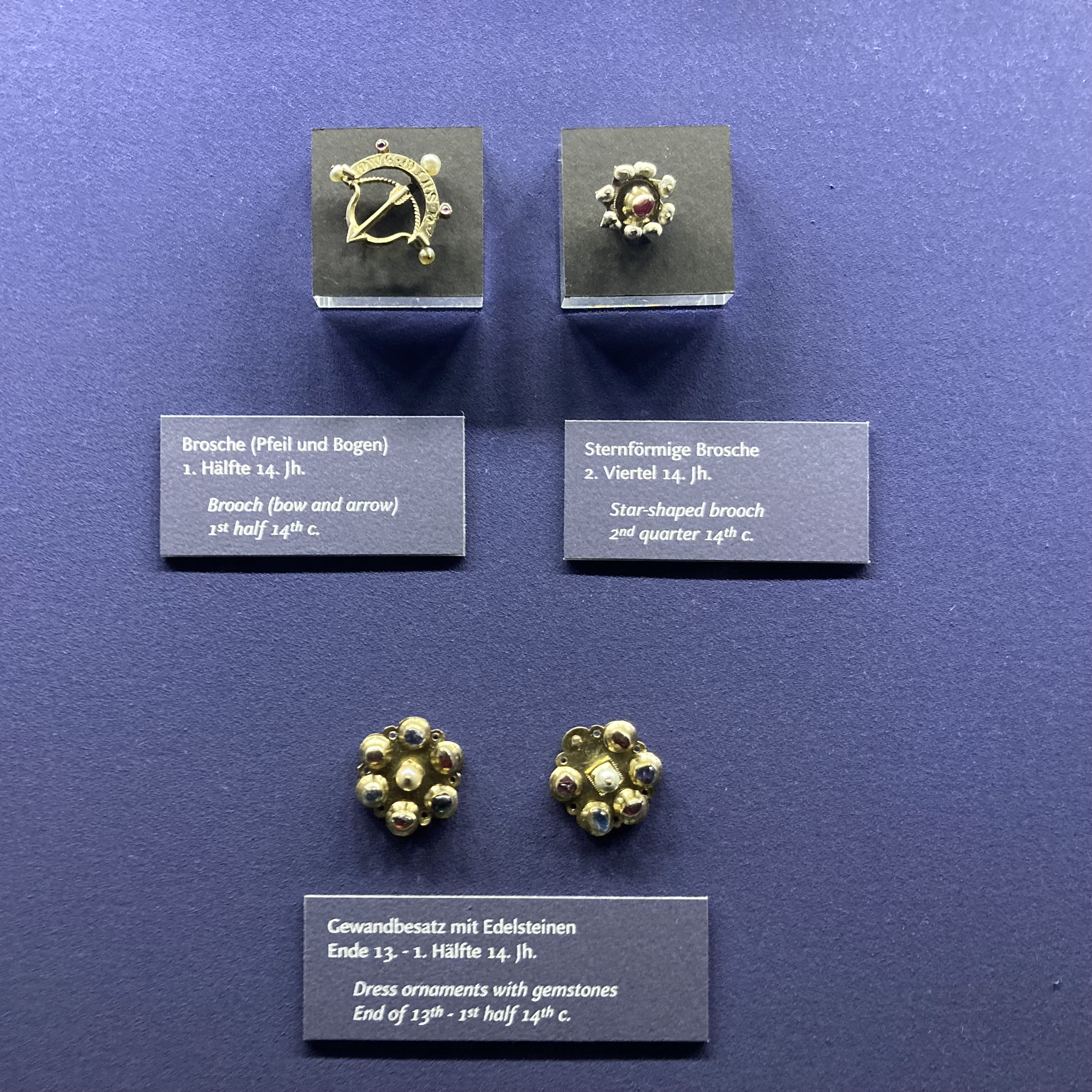
Broschen & Gewandornamente
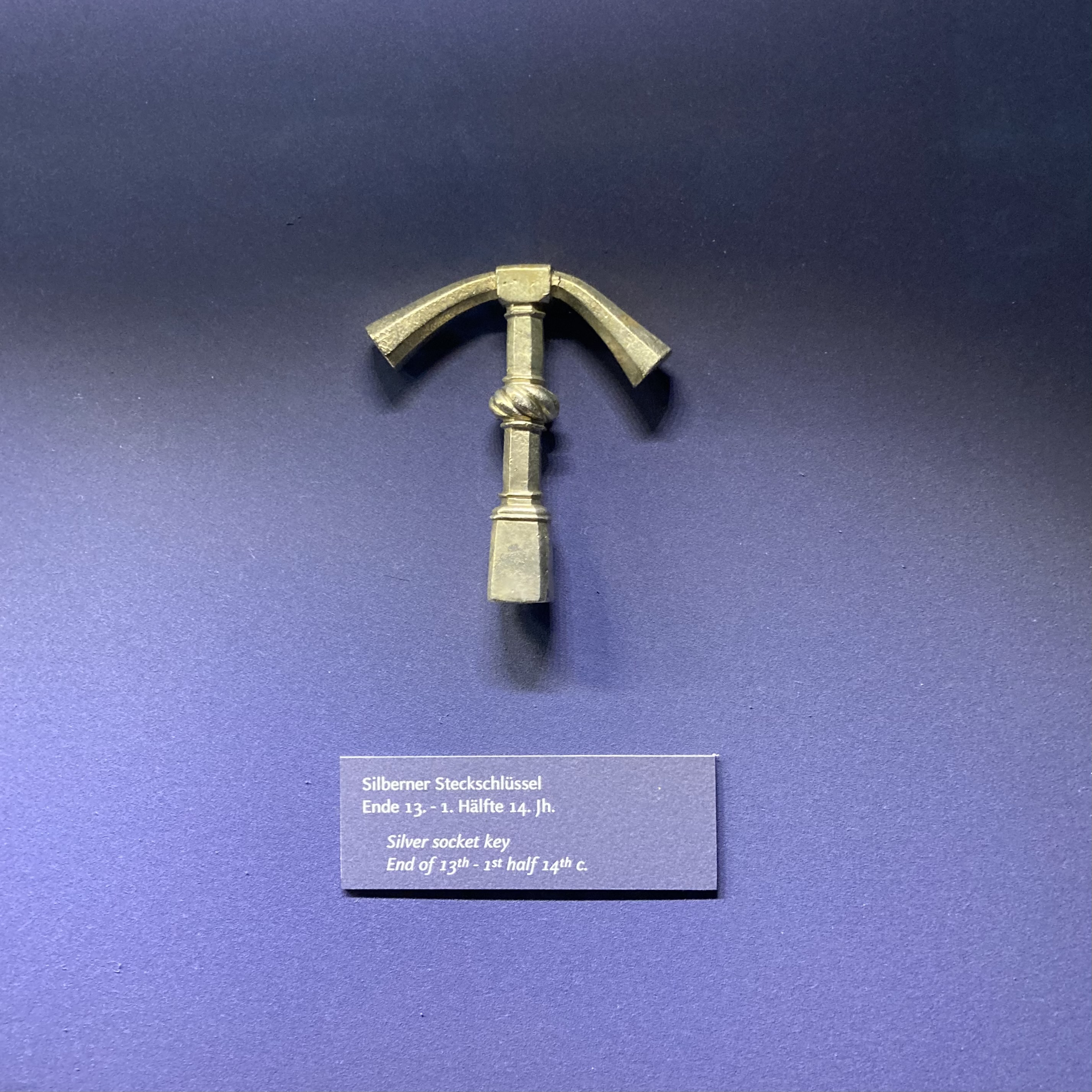
Silberner Steckschlüssel
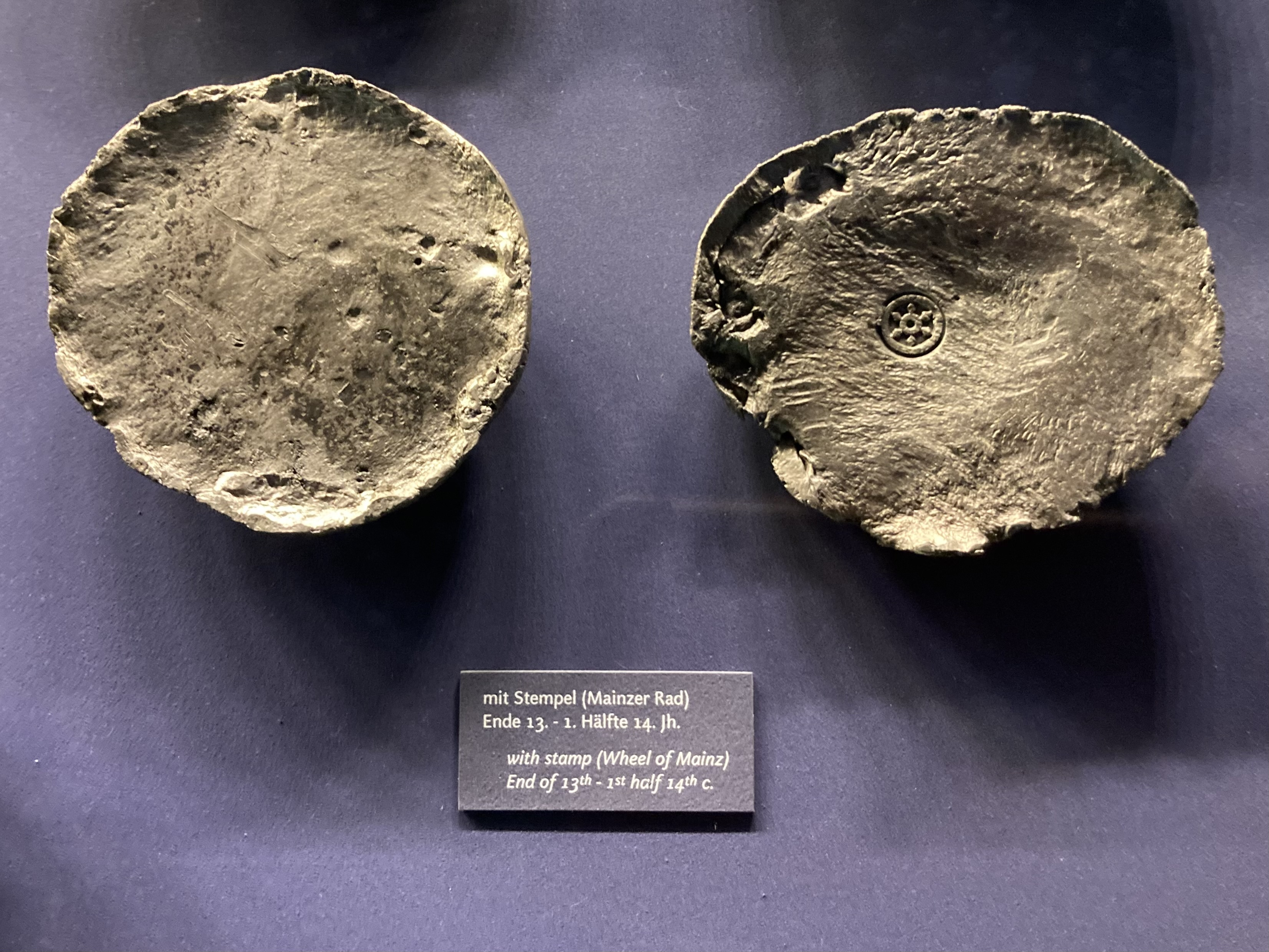
Zwei Silberbarren mit "Mainzer Rad"-Stempel

## Präsentation
Im Zuge mehrerer Ausstellungen im Ausland erfuhr der Schatz internationale Aufmerksamkeit. Von April bis September 2007 wurden beispielsweise einige seiner Teile zusammen mit dem Schatz von Colmar im Rahmen der Ausstellung „Trésors de la Peste Noire“ im Pariser Musée national du Moyen Âge gezeigt. In New York City widmete das Yeshiva University Museum dem bedeutenden Fund aus Deutschland mit „Erfurt: Jewish Treasures from Medieval Ashkenaz“ vom 9. September 2008 bis zum 29. Januar 2009 eine eigene Schau und unmittelbar darauf folgte zwischen dem 19. Februar und dem 10. Mai die Ausstellung „Treasures of the Black Death“ in der Wallace Collection in London. Anschließend konnte der Schatz noch im Beit Hatefutsot in Tel Aviv-Jaffa besichtigt werden. Seit dem 27. Oktober 2009 ist er dauerhaft ausgestellt im Kellergewölbe der Alten Synagoge in Erfurt, die nach langjähriger Sanierung am selben Tag als Museum eröffnet wurde.

## Rezeption
Der Fund wurde in dem letzten Roman von Mirjam Pressler, der Anfang 2019 unter dem Titel Dunkles Gold erschien, thematisiert.